# Remedium (Numismatik)

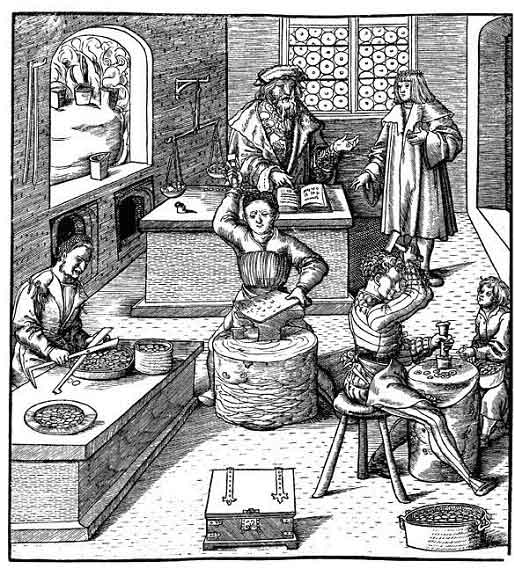
Münzstätte im Mittelalter

Remedium ist der gesetzlich gewährte Abzug oder Zuschlag zum Normalgewicht bzw. Feingehalt einer Münze.

## Remedium im Heiligen Römischen Reich Deutscher Nation
Am 20. August 1559 erließ Kaiser Ferdinand I. in Augsburg eine Probierordnung zur regelmäßigen Überprüfung der Einhaltung der Münzgesetze im Schrot und Korn bei der Münzausprägung. Die Reichskreise sollten jährlich jeweils zum 1. Mai und 1. Oktober zusammenkommen, um die eigenen ausgegebenen Münzen auf Schrot und Korn zu untersuchen, später Münz-Probationstage genannt.
Mit der Probierordnung wurde für die Reichsmünzen eine Fehlergrenze festgelegt, innerhalb derer die Münzen nicht zu beanstanden waren: Goldmünzen ½ Grän und Silbermünzen 1 Grän in der Feine oder im Korn. Im Gewicht oder im Schrot wurde keine Abweichung zugelassen.
Dies war das Remedium. Die Münze musste bei der Herstellung „recht sein an Schrot und Korn“, damit sie vom Münzmeister ausgegeben werden konnte. Das Remedium betrifft somit nur nicht gebrauchte Münzen (siehe auch Justieren). Inwieweit Münzen, die durch den Umlauf ein geringeres Gewicht haben, noch als Zahlungsmittel zulässig sind, regelt das Passiergewicht.
Später wurde das jeweilige Remedium bereits in den Münzgesetzen für die neuen Münzen mit bestimmt.

## Missbrauch des Remediums
Natürlich gab es immer wieder Münzmeister, die das Remedium für ihren eigenen Vorteil ausnutzten, und beim Remedium der Edelmetallmünzen handelte es dann stets um das Mindergewicht. In der Literatur wird mitunter das Remedium auch für die ständige Münzverschlechterung mit verantwortlich gemacht.
Geschickte Münzmeister haben bei der Herstellung von vornherein mit Remedium und nicht nach gesetzlichen Werten ausgeprägt. Außerdem haben sie das Remedium falsch ausgelegt, indem sie einerseits die Münzen ausgaben, die noch innerhalb der Fehlergrenze zu leicht am Schrot und zu schlecht am Korn waren, andererseits aber die Münzen, die innerhalb der Fehlergrenze zu schwer am Schrot und zu gut am Korn waren, beschnitten oder wieder eingeschmolzen haben. Das war nach der Probierordnung nicht zulässig.
Mit dem Remedium sollte eigentlich ein Durchschnittswert der umlaufenden Münzen geschaffen werden, so dass neben unterwertigen auch überwertige Münzen kursieren. Falls im Gesetz nichts abweichendes geregelt, bedeutet ein Remedium von 1 Grän einen Spielraum von jeweils ½ Grän nach oben und nach unten.
Diese Theorie des Durchschnittswertes funktionierte in der Praxis nicht, weil Kipper und Wipper genau nach diesen überwertigen Münzen gesucht und eingewechselt haben. Es waren tatsächlich nur Münzen im Umlauf, die dem Gesetz genau entsprachen oder aber unterwertig waren. Siehe auch Gewichtsjustierung „al pezzo“ und „al marco“.
Ein Beispiel dafür waren die Brandenburger Münzmeister bei der Ausprägung nach dem Zinnaer Münzfuß. Sie legten das Remedium von 1 Grän so aus, dass sie auch mit 1 Grän schlechter am Korn ausprägen können. In Frankreich wird diese missbräuchliche Verhaltensweise „chatouiller le remède“ und in England „the shere“ genannt.
Wegen der Münzverschlechterung gab es insbesondere durch Münzherren mit eigenen Bergwerken immer wieder Forderungen, das Remedium abzuschaffen, was bei späteren Münzverträgen Berücksichtigung fand.

## Remedium Dresdner Münzkonvention
Bei der Einführung des 14-Taler-Fußes bzw. 24 ½ Guldenfußes mit der Dresdner Münzkonvention vom 30. Juli 1838 verpflichteten sich die Regierungen im Artikel 5 bei der Ausmünzungen der Kurantmünzen ihren Landesmünzfuß „genau innehalten und die möglichste Sorgfalt darauf verwenden zu lassen, daß auch die einzelnen Stücke durchaus vollhaltig und vollwichtig ausgemünzt werden. Sie vereinigen sich insbesondere gegenseitig zu dem Grundsatze, daß  unter dem Vorwande eines sogenannten Remediums an dem Gehalte oder dem Gewichte der Münzen nichts gekürzt, vielmehr eine Abweichung von dem den letzteren zukommenden Gehalte oder Gewichte nur insoweit nachgesehen werden dürfe, als solche durch die Unerreichbarkeit einer absoluten Genauigkeit bedingt wird.“
Das Königreich Sachsen hat diese Verpflichtung wie folgt unter § 8 der Münzverfassung vom 20. Juli 1840 umgesetzt:

„Wir wollen unter dem Vorwande eines sogenannten Remediums an dem den Courantmünzen des 14 Thalerfußes zukommenden Gehalte oder Gewichte schlechterdings Etwas nicht kürzen, vielmehr eine Abweichung hierunter nur insoweit nachsehen lassen, als sie durch die Unerreichbarkeit absoluter Genauigkeit bedingt wird. Es darf aber die hiernach im Mehr oder Weniger zulässige Abweichung in keinem Falle den Betrag von Drei Tausendtheilen oder 864⁄1000 Grän im Feingehalte und Drei Tausendtheilen oder 3⁄10 Procent im Gewichte: beim einzelnen Zweithalerstück,
Einem Grän im Feingehalte und einem halben Procent im Gewichte: beim einzelnen Einthalerstück und von
Einem und einen halben Grän im Feingehalte und einem Procent im Gewichte: beim einzelnen Einsechstelthalerstück übersteigen.“

## Remedium Wiener Münzvertrag
Bei der Einführung des Zollpfundes als neues Münzgewicht und der neuen Vereinsmünzen gemäß Wiener Münzvertrag vom 24. Januar 1857 wurde unter Artikel 6 vereinbart, „das unter dem Vorwande eines sogenannten Remediums an dem Gehalte oder dem Gewichte der Münzen nichts gekürzt, vielmehr eine Abweichung von dem den letzteren zukommenden Gehalte oder Gewichte nur in soweit nachgesehen werden dürfe, als eine absolute Genauigkeit nicht eingehalten werden kann.“
Bei der Umsetzung des Vertrages in Landesrecht hat das Königreich Sachsen unter § 4 Absatz 3 die „zulässige äußerste Abweichung im Mehr oder Weniger“ beim einzelnen Stück geregelt:
- 2 Thalerstücke 3 Tausendtheile im Feingehalt und 3 Tausendtheile des Gewichts
- 1 Thalerstücke 3 Tausendtheile im Feingehalt und 4 Tausendtheile des Gewichts
- 1/3 Thalerstücke 4 Tausendtheile im Feingehalt und 8 Tausendtheile des Gewichts
- 1/6 Thalerstücke 5 Tausendtheile im Feingehalt und 10 Tausendtheile des Gewichts

Zusätzlich ist bestimmt, dass 13½ doppelte Taler, 27 einfache Taler, 60 3⁄100 60 Eindrittel- und 93 6⁄10 Einsechteltalerstücke je ein Pfund wiegen müssen. Eine einseitige Abweichung auf nur „Weniger“ ist damit nicht möglich.

## Remedium Reichswährung
Bei der Einführung der Reichswährung wurde gemäß § 7 Gesetz, betreffend die Ausprägung von Reichsgoldmünzen vom 4. Dezember 1871 die Fehlergrenze weiter verschärft:
„Soweit eine absolute Genauigkeit bei dem einzelnen Stücke nicht innegehalten werden kann, soll die Abweichung in Mehr oder Weniger im Gewicht nicht mehr als zwei und ein halb Tausendtheile seines Gewichts, im Feingehalt nicht mehr als zwei Tausendtheile betragen.“
Zusätzlich ist unter § 4 bestimmt, dass 125,55 Zehn-Mark-Stücke und 62,775 Zwanzig-Mark-Stücke je ein Pfund wiegen.
Diese Fehlergrenze für Goldmünzen wurde unter § 3 auch im späteren Münzgesetz vom 30. August 1924 übernommen.
Im Münzgesetz vom 9. Juli 1873 wurde unter § 1 die Fehlergrenze für Silbermünzen vom Fünfmarkstück bis hinab zum 50-Pfennig-Stück mit drei Tausendteilen und für das Zwanzigpfennigstück mit 10 Tausendteilen bestimmt.